# 1002 км (зупинний пункт)
1002 кіломе́тр — залізничний пасажирський зупинний пункт Луганської дирекції Донецької залізниці.
Розташований за кількасот метрів від смт Новосвітлівка, Сорокинський район, Луганської області на лінії Кіндрашівська-Нова — Довжанська між станціями Новосвітлівський (4 км) та Сімейкине-Нове (20 км).
Через військову агресію Росії на сході України транспортне сполучення припинене. Лінія не діюча з 2007 року. Лінію в майбутньому передбачено демонтувати.